# RedLynx
RedLynx is een Fins computerspelontwikkelaar en -uitgever. Het bedrijf werd in 2000 opgericht en is gevestigd in Helsinki. In 2011 werd RedLynx overgenomen door Ubisoft. Het bedrijf staat het meest bekend als ontwikkelaar van de Trials-serie.

## Ontwikkelde spellen
| Release | Titel                           | Platform                                          | Noot                         |
| ------- | ------------------------------- | ------------------------------------------------- | ---------------------------- |
| 2004    | Pathway to Glory                | N-Gage                                            |                              |
| 2005    | High Seize                      | N-Gage                                            |                              |
| 2005    | Pathway to Glory: Ikusa Islands | N-Gage                                            |                              |
| 2007    | Warhammer 40,000: Squad Command | Nintendo DS, PlayStation Portable                 |                              |
| 2008    | Trials 2: Second Edition        | Windows                                           | Tevens uitgever              |
| 2008    | Reset Generation                | N-Gage, OS X, Windows                             |                              |
| 2008    | Monster Trucks Nitro            | iOS, OS X, Windows                                | Tevens uitgever (iOS-versie) |
| 2009    | DrawRace                        | iOS                                               | Tevens uitgever              |
| 2009    | Trials HD                       | Xbox 360                                          |                              |
| 2010    | Monster Trucks Nitro II         | iOS                                               | Tevens uitgever              |
| 2011    | 1000 Heroz                      | iOS                                               |                              |
| 2011    | DrawRace 2                      | Android, iOS                                      |                              |
| 2011    | MotoHeroz                       | iOS, Wii                                          |                              |
| 2012    | Trials Evolution                | Windows, Xbox 360                                 |                              |
| 2012    | Nutty Fluffies                  | Android, iOS                                      |                              |
| 2014    | Trials Frontier                 | Android, iOS                                      |                              |
| 2014    | Trials Fusion                   | PlayStation 4, Windows, Xbox 360, Xbox One        |                              |
| 2016    | Trials of the Blood Dragon      | PlayStation 4, Windows, Xbox One                  |                              |
| 2017    | DrawRace 3: World Championship  | Android, iOS                                      |                              |
| 2017    | South Park: Phone Destroyer     | Android, iOS                                      |                              |
| 2019    | Trials Rising                   | Nintendo Switch, PlayStation 4, Windows, Xbox One |                              |